# NGC 1645
NGC 1645 este o galaxie LINER situată în constelația Eridanul. A fost descoperită în 31 octombrie 1864 de către Heinrich Louis d'Arrest. Se află la o distanță de 66,53 de megaparseci de Pământ.